# Т-95
Т-95 („Обект 195“) е прототип за основен боен танк на Руската федерация с необитаема купола, наследник на Т-90. Въпреки напредналата фаза на разработка проектът е прекратен през 2010 г. и вместо него започва разработката на платформата „Армата“ и нов основен боен танк на нейна основа – Т-14.  Разработването на бойната машина е извършвано в Уралвагонзавод. Обозначението Т-95 не е официално, защото в исторически план руските танкове се обозначават след стартиране на производството.
Първите разработки на танк с необитаема купола са от 1971 г. на Харковския завод – Т-74 или „Обект 450“. Предвидено е било машината да има 5 отделения: моторно трансмисионно, отсек за боеприпасите, отделение за екипажа, отделения за оръдието и горивно отделение. Концепцията е обявена са твърде скъпа и сложна и разработката е прекратена.
В средата на 90-те години на 20 век Уралското конструкторско бюро по транспортно машиностроене (ОАО УКБТМ) започва разработката по принципно нов танк с необитаема купола на основата на идеите от Т-74. Предвижда се екипажът от трима души да бъде разположен в бронирана капсула в корпуса на танка – в средата командирът, отляво механик-водачът, отдясно мерачът. В необитаемата купола се разполага 152-mm оръдие 2А83, а боекомплектът е под него. За допълнително подсигуряване на екипажа са предвидени бронирани панели, които при взрив на боекомплекта да изхвърчат и така взривната вълна да бъде пренасочена навън. Като спомагателно въоръжение е предвидено 30-mm автоматично оръдие 2А42, сдвоено с основното оръдие. А в дистанционно управляема куполка се монтира 12,7-mm картечница „Корд“. Двигателят е Х-образен, дизелов А-85-3 с мощност 1500 конски сили.
Системата за управление на огъня включва оптичен, инфрачервен и термовизорен канал, като информацията от оптичните прибори и датчиците се извежда на монитори пред екипажа. Предвиждана е и опознавателна система „свой-чужд“.
Бронята на танка е изцяло композитна (въглеродни нишки и керамичен слой), без стоманени компоненти, допълнително с реактивна броня „Реликт“. Предвиждани са и комплекси за активна защита от типа „Дрозд-2“ или „Арена-М“, както и „Щора 2“.
Масата на Т-95 е около 55 t. Предполагаема скорост на движение – 75 km/h по шосе и 50 km/h по пресечена местност.